# Daniel Stagno
Daniel Paolo Stagno, född 1982, är en svensk pianist och tonsättare. 
Hans repertoar består främst av stora romantiska verk för piano, men han har också fördjupat sig i Johann Sebastian Bachs och Ludwig van Beethovens musik samt viss modern musik som ukrainaren Nikolai Kapustins sonater och karaktärsstycken. Piano började han spela i 15-årsåldern. Han har också intresserat sig för att spela piano med vänsterhanden.